# Кеолред (король Мерсии)
Кеолред (англ. Ceolred; ум. 716) — король Мерсии, правил в 709—716 годах. Он был сыном Этельреда I, но не от Остриты, единственной засвидетельствованной жены Этельреда.
Он стал королём после того, как его предшественник Кенред сложил свои полномочия и удалился в Рим, чтобы закончить свои дни монахом. Кеолред, возможно, вступил на престол молодым и, в отличие от своего слишком набожного предшественника, имел совсем иные мысли. Этот король напротив того к монахам и прочему духовному чину не только не оказывал почтения, но, если верить историкам, то и привилегии их нарушал без зазрения совести. Такое поведение, вовсе противное тому, какое имели прочие англосаксонские государи, производили на него великие жалобы; а особенно монахи не упускали случая оклеветать его своим злословием. Эта злоба продолжалась даже и после его смерти.
Кеолред вынужден был продолжить войну с Ине, королём Уэссекса. Историки не упоминают ни о причинах, ни об обстоятельствах этой войны. Известно только, что эти оба короля имели между собой кровопролитную битву в 715 году при местечке Вооден Берге (Воднербере), в провинции Уилтшир, с таким однако равенством, что никто из них не мог похвалиться победою.
В следующем 716 году, Кеолред умер; позже святой Бонифаций писал, что во время пира Кеолред неожиданно сошёл с ума. Он вел себя так, словно в него вселился дьявол и вскоре умер, проклиная священников и Бога. Его гробница находится в Личфилде.